# د شو (کنسرت)
د شو (انگلیسی: The Show) با عنوان رسمی وای‌جی پام استیج ― ۲۰۲۱ بلک‌پینک: د شو (انگلیسی: YG Palm Stage ― 2021 Blackpink: The Show) اولین کنسرت آنلاین از گروه دخترانه اهل کره جنوبی، بلک‌پینک در حمایت از نخستین آلبوم استودیویی گروه به نام آلبوم است.